# Paraeuchaeta paraacuta
Paraeuchaeta paraacuta is een eenoogkreeftjessoort uit de familie van de Euchaetidae. De wetenschappelijke naam van de soort is voor het eerst geldig gepubliceerd in 1973 door Tanaka.